# Bronto
Bronto – rosyjskie przedsiębiorstwo branży motoryzacyjnej zajmujące się produkcją samochodów terenowych, oraz osobowych.

## Historia

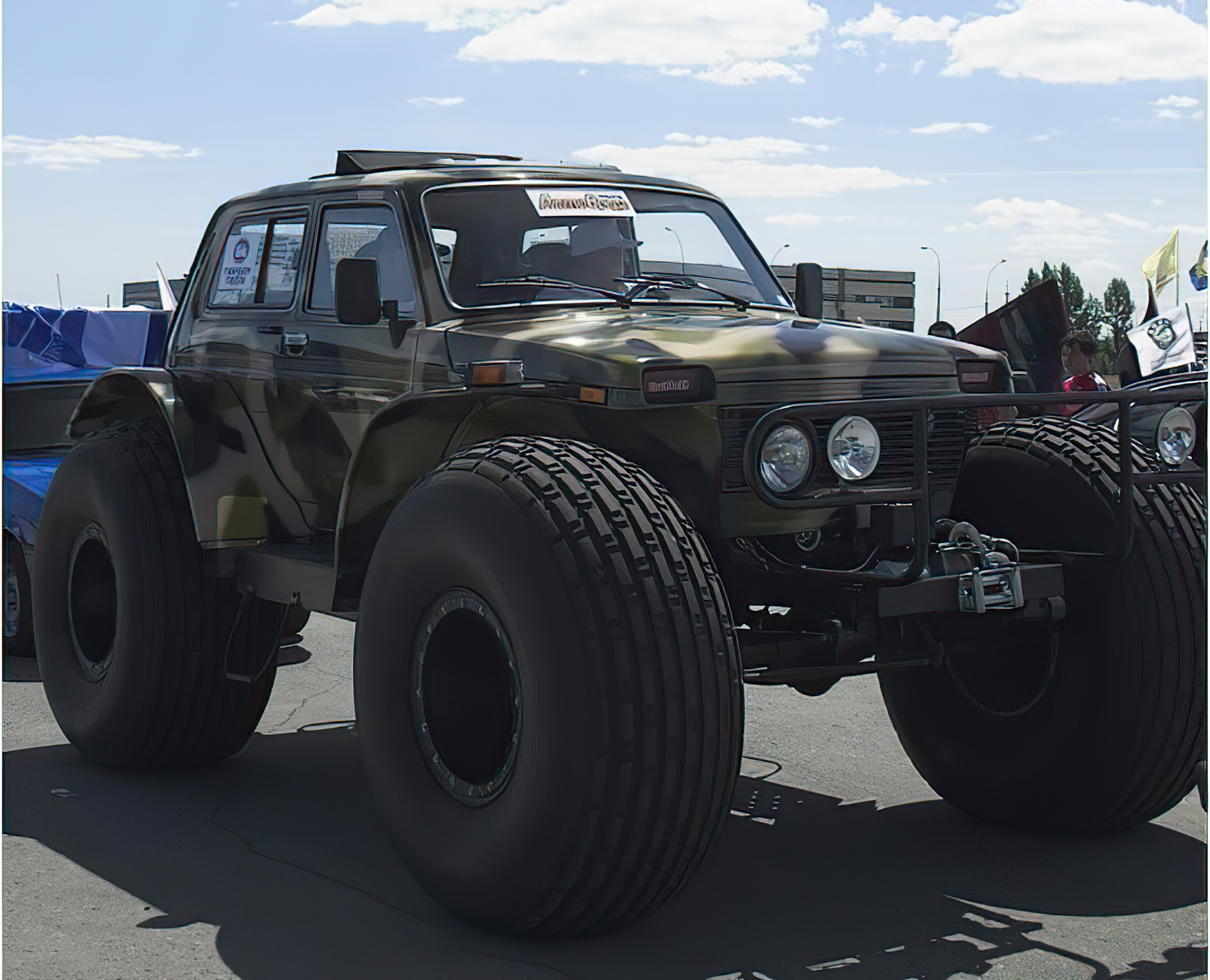
Marsz-1 z nadwoziem Łady Niva

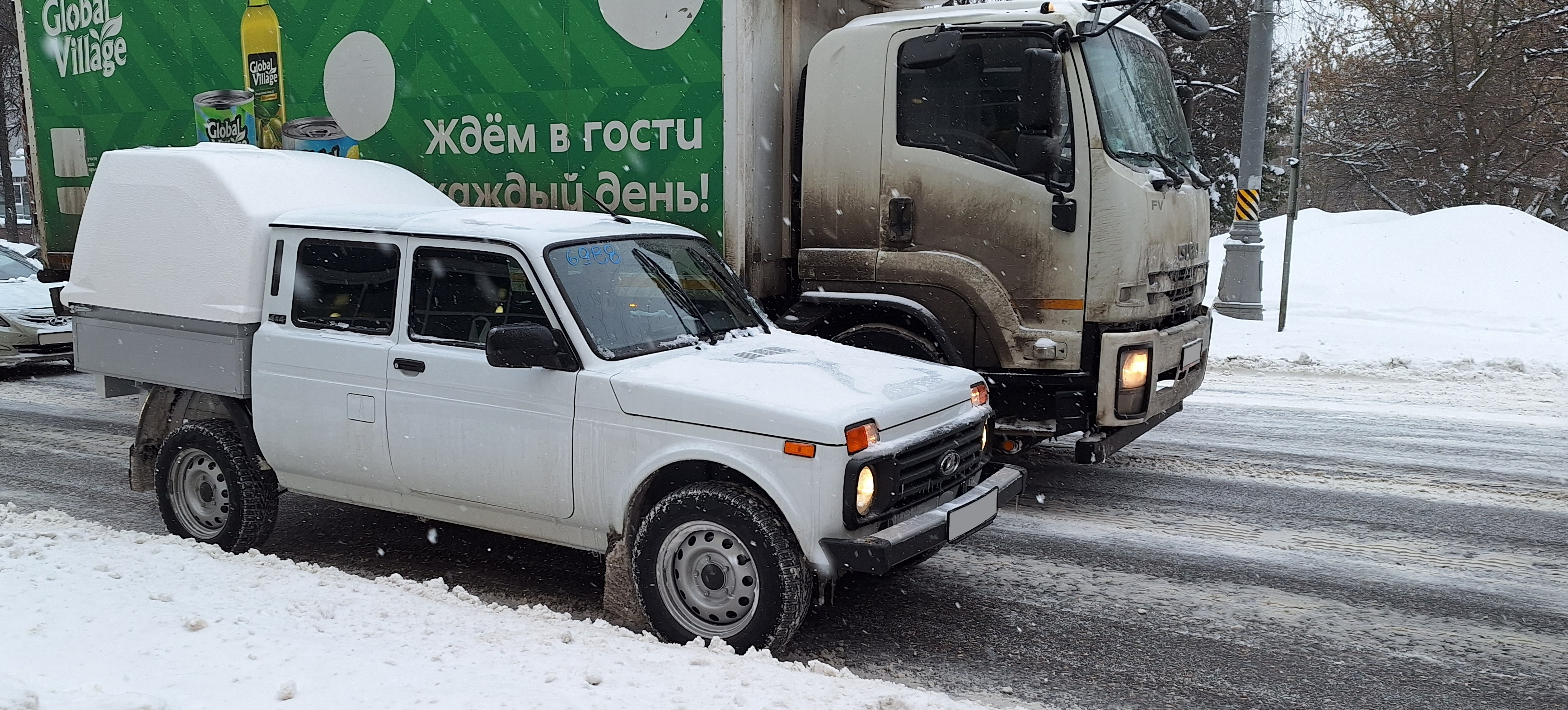
Bronto "Ryus`"

Pod koniec lat osiemdziesiątych XX wieku grupa specjalistów z fabryki samochodów WAZ zyskała status „oddziału produkcji eksperymentalnej” przy ośrodku badań rozwojowych. Przyłączyła się do nich inna grupa zajmująca się specjalnym udoskonaleniem pojazdów. Za zgodą kierownictwa WAZ utworzoną nową markę o nazwie Bronto. W ciągu roku zaprojektowano Ładę Niva (WAZ 2121 B) – wóz kuloodporny na ostrzał karabin Kałasznikowa – ulubionej broni terrorystów. Od 1993 roku z wydzielonej linii produkcyjnej wyjeżdżały limitowane serie pojazdów o specjalnym przeznaczeniu. Jednocześnie WAZ 2121 B był dopracowywany przez ekspertów od uzbrojenia. Po raz pierwszy zespół ten przedstawił swoje produkty w 1995 roku w Moskwie, gdzie zwiedzający mogli podziwiać prototypy wozów Fors, Marsz, Gnom i Elf, finansowane przez zjednoczenie AwtoWAZ. Jego szef dba o najwyższą jakość pojazdów głosząc hasło: „robimy samochody jak dla siebie”. Do końca 2002 roku fabryka wyprodukowała ponad 2500 samochodów.